# Kalala Omotunde
Nioussérê Kalala Omotunde, né Jean-Philippe Corvo, est un écrivain guadeloupéen. II est le fondateur de l'Institut non académique  « Anyjart », de l'histoire africaine basé en Guadeloupe, ainsi que des instituts satellites au Canada, en Guyane, en Martinique et en Haïti. A travers son institut, Omotunde a travaillé sans relâche pour l'autonomisation africaine, en particulier la jeunesse noire de la diaspora et au-delà, en enseignant l'histoire, l'origine et les ancêtres de l'Afrique, et a été influencé par l'historien sénégalais Cheikh Anta Diop, dont les théories sont démenties par la recherche moderne.

## Biographie
Il obtient son diplôme de publicitaire à l'École de Paris . Il fait une apparition à l'événement de l'UNESCO "Africa Week" le 22 mai 2017 sur le thème "Investir dans la jeunesse africaine à travers les mathématiques",,,,.
Il abandonne son nom d'origine française « Jean-Philippe » et le remplace par « Nioussérê Kalala Omotunde » une façon pour lui d'affirmer et renouer ses origines africaines, aux racines prétendument égyptiennes (hamites).
En décembre 2000, le Conseil régional d'Île-de-France verse une subvention d'un montant de 650 000 francs à son association Street Spirit Culture pour l'organisation d'une Coupe du monde de hip-hop à Paris en mars 2001.
A la tête de l'association Héliopolis, Kalala Omotunde organise la commémoration du 154e anniversaire de la Proclamation de l'abolition de l'esclavage dans les colonies françaises à Garges-lès-Gonesse en présence du député Dominique Strauss-Kahn et de la maire Nelly Olin. Il exprime son attachement aux valeurs républicaines lors des festivités qui se sont déroulées entre les deux tours de l'élection présidentielle française de 2002.
Ses œuvres sont favorisées par l'afrocentricité, qui cherchait à contrecarrer la philosophie de la négritude, mise en avant par Léopold Sédar Senghor et Aimé Césaire. Il n’a aucun diplôme dans un domaine lié à ses sujets d’écritures et n’a jamais écrit un livre relu par un comité d’experts (Évaluation par les pairs). Répétant que l'histoire de l'Afrique et des peuples de la Caraïbe n'avait pas commencé avec l'esclavage, il entendait montrer les richesses des cultures africaines. 
Kalala Omotunde meurt en Guadeloupe le 14 novembre 2022, à la suite d’une crise cardiaque, à l'âge de 55 ans,.

## Publications et médias
- L'origine négro-africaine du savoir grec (2000)[2]
- La traite négrière européenne : vérité & mensonges (2003)[2]
- Les racines africaines de la civilisation européenne. (2004)
- Les racines africaines de la civilisation européenne. 2ieme volume (2004)
- Discours afrocentriste sur l'aliénation culturelle (2006)[2]
- Les humanités classiques africaines pour les enfants : Volume 1 (2006)
- Initiation aux humanités classiques africaines pour les enfants de 7 à 17 ans et + (2006)
- Manuel d'études des humanités classiques africaines (2007)
- Histoire de l'esclavage : critique du discours eurocentriste (2008)[2]
- Qu'est-ce qu'être Kamit(e) ? (2010)
- Anyjart Multimédia
- L'Afrique Noire : Initiatrice des fêtes antiques (2014)
- Le Papyrus d'Ahmès (2015)
- Cosmogénèse Kamite - Tome 1 (2015)
- Cosmogénèse Kamite - Tome 2 (2015)
- La Monnaie au temps des Pharaons : Une antéoriorité africaine (2016)
- Cosmogénèse Kamite - Fascicule (2018)
- Pélasgia - L'histoire Africaine de l'Europe (2020)